# 罗西·麦克琳南
罗西·麦克琳南（英語：Rosie MacLennan；1988年8月28日—），加拿大蹦床运动员。曾获2011年泛美运动会冠军、2012年伦敦奥运会个人蹦床冠军。麦乐伦在2005年，2009年和2011年获得加拿大全国女子蹦床冠军。2007年与卡伦·科伯恩获世锦赛金牌。